# Giewont
Giewont Lengyelország egyik leghíresebb hegye. A Nyugati-Tátrában fekszik a Tátrai Nemzeti Park területén. a Zakopanéba látogató turisták kedvelt célpontja. Három hegycsúcsa a
- Kis-Giewont (Mały Giewont 1728 m)
- Nagy-Giewont (Wielki Giewont 1895 m)
- Hosszú-Giewont (Długi Giewont 1867 m)

Nagy-Giewont és Hosszú-Giewont csúcsait a mély Csorba-nyílás (Szczerba, 1823 m) választja el egymástól.
A Giewont észak oldala egy nagyon meredek, szinte függőleges 600-650 m magas mészkőfal, mely a Tátrai Nemzeti Park szabályozása miatt se turisták, se hegymászók által nem látogatható.
A hegyre tekintők egy alvó lovagot vélnek felfedezni, kinek a feje a Nagy-Giewont, teste pedig a Hosszú-Giewont.
Egy legenda szerint a Giewonton található barlangokban II. Boleszláv, más néven Merész Boleszláv király (lengyelül Bolesław Śmiały) lovagjai alszanak, akik majd akkor ébrednek fel mikor Lengyelország veszélyben lesz és szükség lesz rájuk.

## Kereszt

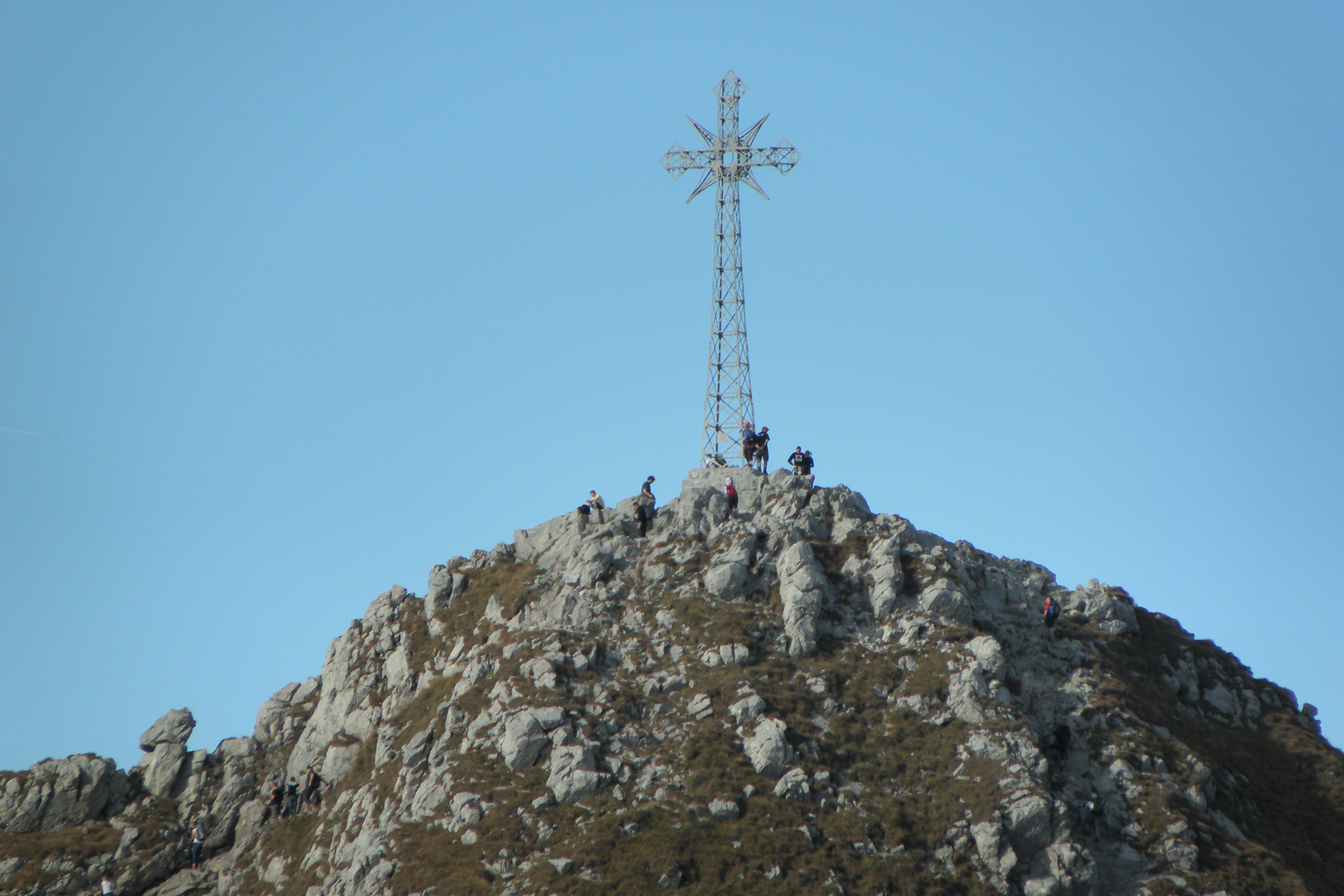
Túrázók a keresztnél

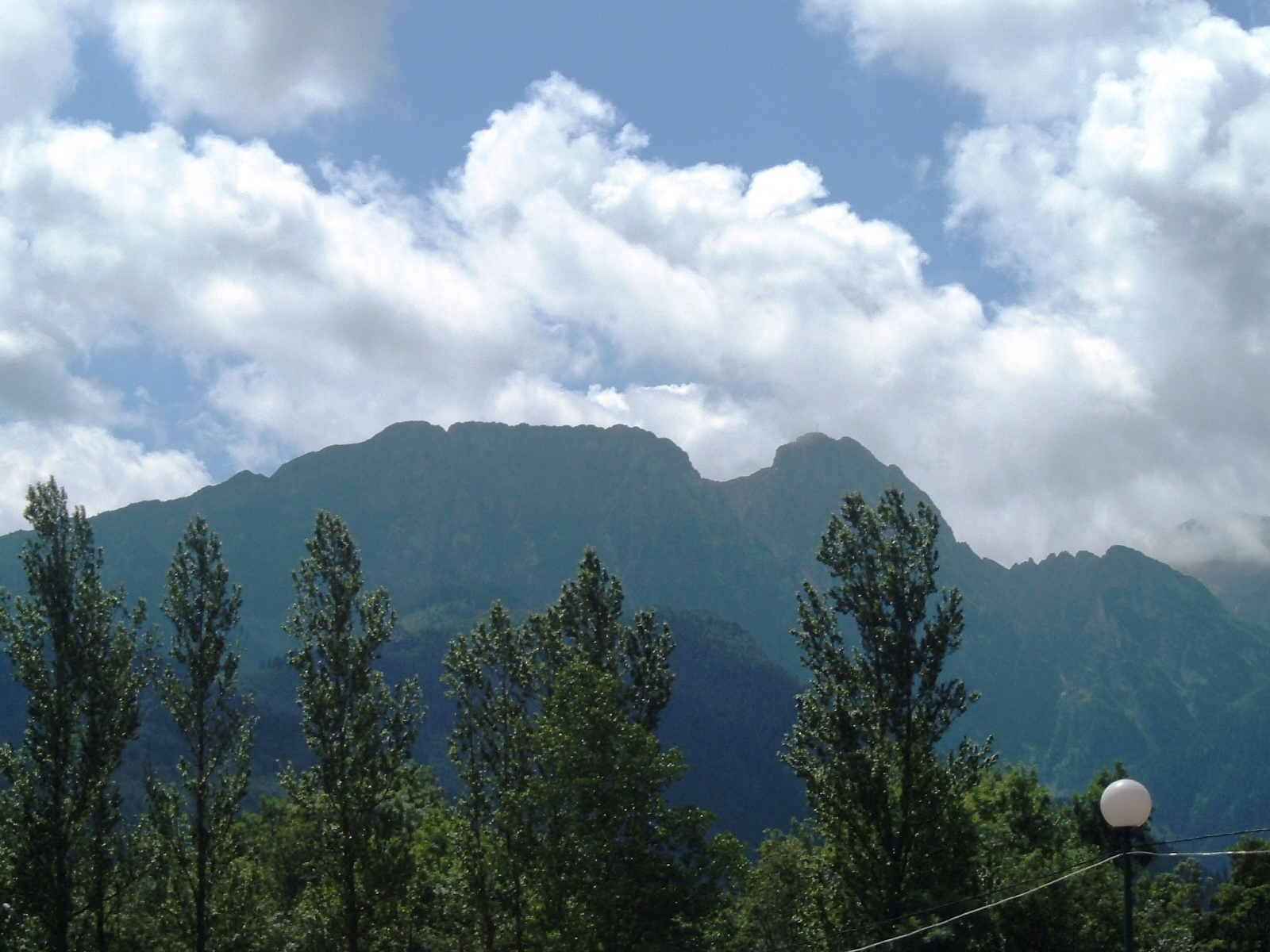
A Giewont északról, Zakopane felől

1900-ban a világon több helyen is, többek között Olaszországban a Vezúvon is, kereszteket állítottak hegycsúcsok tetején. Néhány ott lakó gorál a helyi pap segítségét kérte egy ehhez hasonló kereszt felállításához.
Mivel azt szerették volna, hogy a kereszt jól látható legyen Zakopanéból ezért először próbaképpen egy fakeresztet állítottak fel. Ennek magassága 10,5 m lett, és jól látható volt. A végleges keresztet Krakkóban rendelték meg. Ennek magassága 17,5 m melyből 2 méter a sziklában van. Az elkészült keresztet 400 darabban vonattal szállították Zakopanéba. A kereszt összesen 1819 kg-ot nyom.
A kereszt darabjait 1901. július 3-án vitték fel 500 önkéntessel és 18 szekérrel, majd 6 napon át szerelte össze a keresztet készítő mester a munkásaival és 6 gurállal. A keresztet 1901. augusztus 19-én megszentelték.
A jelenleg is látható kereszt 15 m magas és 5,5 m széles 1975-ben a kereszt fel lett újítva: le lett festve korrózió ellen és kijavították a talapzatát.
2005-ben II. János Pál pápa temetésekor néhány lelkes fiatal a szeles idő ellenére felcipelt egy elektromos generátort, pár halogén lámpát és kivilágította a keresztet.

## Érdekesség
A gorálok szerint a hegy gerince északi irányból olyannak tűnik, mint egy fekvő ember oldalnézetből. A monda szerint egy óriási lovag alvó, sziklába dermedt teste az. A legenda úgy tartja, hogy ha a hegyvidéken lakó gurálokat nagy veszély fenyegeti, akkor a lovag felébred, és a segítségükre siet.